# Martin Pollich
Martin Pollich (Mellrichstadt, 1455 - Wittenberg, 27 de desembre de 1513) fou un metge i teòleg alemany de mitjans segle xv.

## Biografia
Va rebre el doctorat en filosofia i medecina i ensenyà a la Universitat de Leipzig. El 1495, a conseqüència d'una violenta disputa amb Simon Pistoris el Vell, va dimitir de la seva càtedra. Els escrits en què exterioritzà les seves diferències amb Pistoris foren Declaratio defensiva de morbo Franco i Pistorii confutatio.
Va sostenir una altra polèmica amb Konrad Wimpina per haver atacat la seva obra Laconismi Wimpina (1504) i publicà Wimpinianae offensiones et denigrationes thelogiae.
Pollich fou metge de l'elector Frederic III de Saxònia, a qui havia acompanyat a Palestina i a qui induí a fundar la Universitat de Wittemberg, la qual, sota el rectorat de Pollich, es va convertir en centre de les noves idees. Doctorat en teologia el 1503, ensenyà aquesta disciplina durant diversos anys, però en els darrers anys de la seva vida tornà a ensenyar medecina.